# Davide di Bulgaria
Davide (in bulgaro Давид?, David; X secolo – 976) fu il primogenito del conte Nicola e di Ripsima e membro della dinastia dei Cometopuli.
Suo fratello minore era Samuele, il quale fu zar di Bulgaria dal 997 al 1014.

## Contesto storico

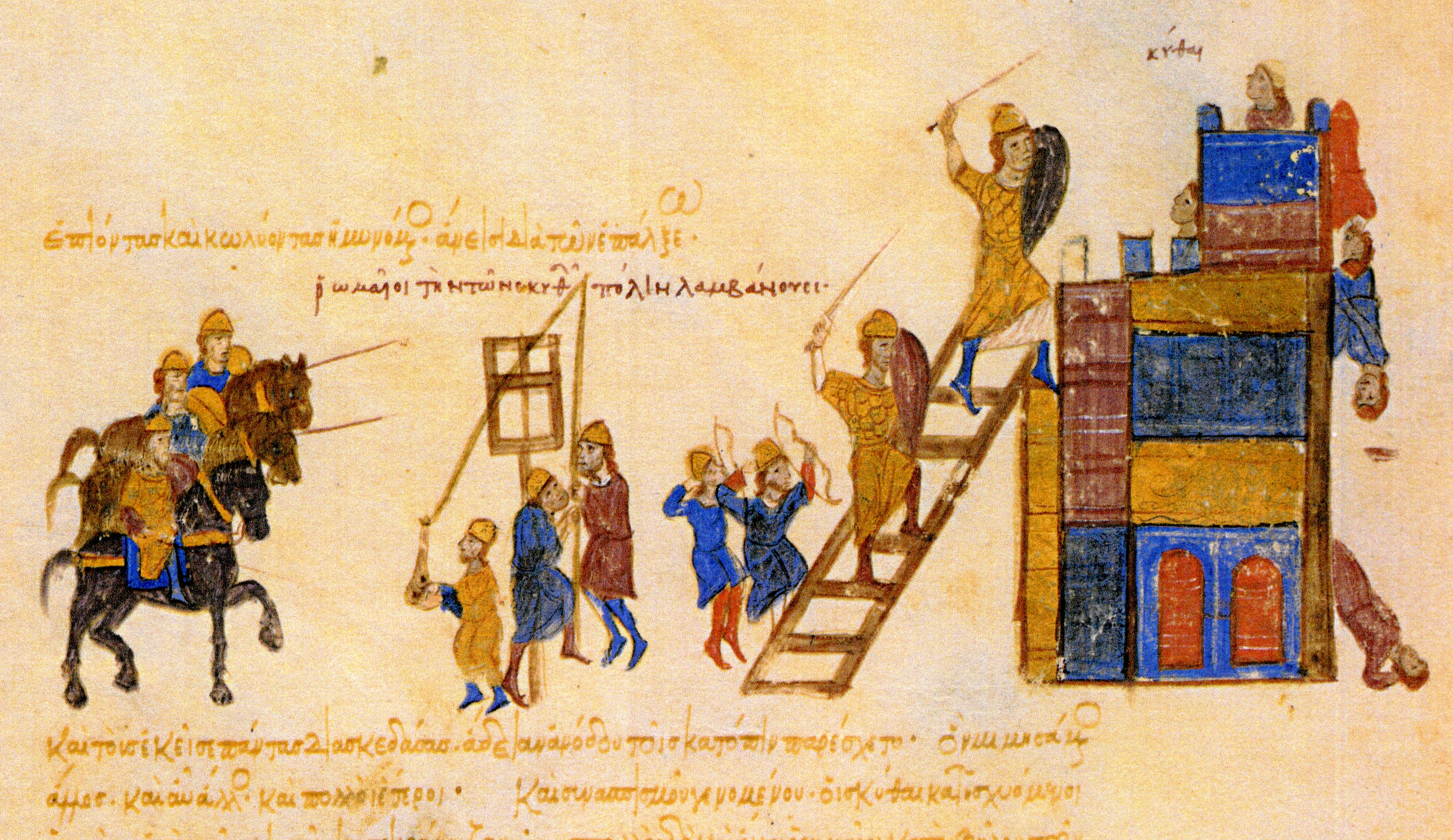
I bizantini assediano Preslav, la capitale della Bulgaria. L'attacco avvenne nell'aprile del 971

Durante il regno dello zar Pietro I (regnante dal 927 al 969), l'Impero bulgaro prosperò grazie a una lunga pace stipulata con Bisanzio e assicurata dal matrimonio del sovrano bulgaro con la principessa bizantina Maria Lecapena. Dopo la morte di quest'ultima nel 963, tuttavia, la situazione tornò ad agitarsi e Pietro I inviò i suoi figli, Boris e Romano, a negoziare un accordo di pace tra la Bulgaria e Bisanzio. Pare che invece, durante l'incontro, i due furono detenuti come ostaggi alla corte romea. Durante questi anni, i romei e i bulgari erano rimasti coinvolti in una guerra a causa dell'invasione di Svjatoslav della Bulgaria. Il principe della Rus' di Kiev Svjatoslav, che invase la Bulgaria a più riprese, fu respinto dai bulgari. Subito dopo lo zar fu colpito da un ictus e decise di farsi monaco, morendo poco più tardi, ovvero nel 969. Poiché i suoi due eredi si trovavano nella capitale bizantina, il trono bulgaro rimase temporaneamente vacante. A Boris fu concesso di tornare in Bulgaria per riottenere il trono dai suoi padri, sedare l'insurrezione dei Cometopuli (di cui si dirà nel paragrafo seguente) e opporsi a Svjatoslav, ma questi ebbe poco successo e dovette probabilmente accettare di divenire un vassallo del rus'. È possibile che Svjatoslav stesse immaginando di espandersi in Bulgaria, una terra che evidente offriva numerose ricchezze, e che egli decise di sfruttare il potenziale militare bulgaro a suo vantaggio contro l'Impero bizantino. Quando i bulgari e i rus' attaccarono Arcadiopoli fianco a fianco, come riferiscono alcune fonti bizantine, l'imperatore romeo Giovanni I Zimisce decise di intervenire. Questi invase senza indugio la Bulgaria, sbaragliò i suoi nemici e, grazie a una brillante e celere campagna militare, conquistò la capitale bulgara di Preslav nell'aprile del 971. Boris II di Bulgaria fu spogliato delle insegne reali in una cerimonia pubblica svoltasi a Costantinopoli, mentre lui e suo fratello Romano furono fatti prigionieri. La cerimonia del 971 fu eseguita a scopo simbolico per testimoniare la dissoluzione dell'Impero bulgaro; a tale evento fece seguito un provvedimento che scioglieva il patriarcato bulgaro. Malgrado ciò, i bizantini assorbirono soltanto la regione nord-orientale dell'Impero bulgaro, motivo per cui la parte occidentale, in particolare, la Macedonia sfuggì al controllo di Costantinopoli, o comunque de facto preservò una propria autonomia.

## Biografia

### Origini incerte
È ignota la provenienza di Davide, malgrado alcuni autori abbiano sostenuto che la sua famiglia discendesse dall'Armenia sulla base di una testimonianza fornita dallo storico medievale Stefano Asohgik. Da tale ricostruzione si è dissociato lo studioso John Fine, il quale ha affermato che queste speculazioni non possono essere confermate e, pertanto, sono destinate a rimanere niente di più che delle teorie storiografiche.
Aronne era uno dei figli di Nicola (forse conte, in greco komes, di Sredets, ovvero la moderna Sofia), e di Ripsima (o Ripsimia), una nobildonna probabilmente armena. La coppia ebbe anche altri tre discendenti, ovvero Mosè, Aronne e Samuele, noti collettivamente come Cometopuli (dal greco Kometopouloi, letteralmente "figli dei komes", cioè del conte; in armeno կոմսաձագ?, Komsajagk). La cosiddetta iscrizione di Samuele del 992/993, un'epigrafe conservata al museo nazionale archeologico di Sofia, lascia intuire invece che Davide avesse un solo fratello, Samuele. Lo storico medievale arabo Yahya di Antiochia afferma inoltre che il figlio di Samuele, Gavril, fu ucciso dal capo dei bulgari, il figlio di Aronne, perché quest'ultimo apparteneva alla dinastia che regnava in Bulgaria. Stefano Asoghik e Yahya di Antiochia distinguono nettamente la stirpe di Davide da quella di Aronne o quella dei Cometopouli da quella regnante. Secondo loro, Mosè e Aronne non appartenevano alla famiglia dei Cometopuli. Davide e Samuele vantavano origini armene, mentre Mosé e Aronne erano armeni da parte di madre. Salvo nuovi sviluppi, sempre a giudizio di John Fine, la provenienza di Aronne e dei suoi fratelli è da ritenersi del tutto incerta.

### Ascesa dei Cometopuli

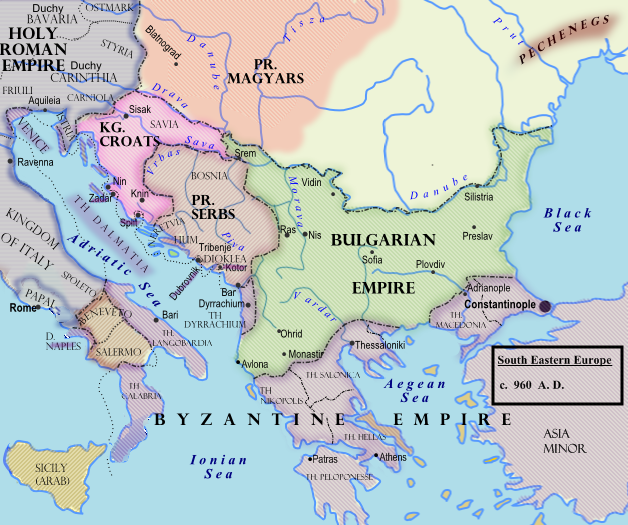
La Bulgaria nel 960 circa

Nella regione della Macedonia, il conte Nicola e i suoi quattro figli si stavano riorganizzando e intendevano guidare una campagna di riconquista dei territori perduti dall'impero bulgaro. I fattori che favorirono l'ascesa dei Cometopuli vanno ricercati negli stretti legami vantati da Nicola con l'antica corte reale di Preslav. Prima che Boris facesse ritorno in Bulgaria, il trono come detto era rimasto vacante. Davide e i suoi tre fratelli colsero l'occasione per causare, come ritiene la maggioranza degli studiosi, lo scoppio di una rivolta nel 969. Secondo alcuni autori, nello stesso anno in cui Nicola morì, il 970, i «figli del conte», Samuele, Davide, Mosè e Aronne, insorsero contro l'imperatore bizantino Giovanni I Zimisce. È verosimile che quest'ultimo avesse pianificato una campagna contro la Macedonia, come lascerebbero intuire i ricollocamenti forzati della popolazione della Bulgaria orientale in Tracia. Tuttavia, quest'opportunità non si concretizzò mai per Giovanni, che non riuscì mai a scagliare tale assalto in quanto assorto da altre questioni politiche e militari.
Sono decisamente scarse le informazioni relative alla Bulgaria risalenti al periodo compreso tra il 971 e il 976. Nel 973, i Cometopuli inviarono degli ambasciatori al sacro romano imperatore Ottone I a Quedlinburg, nel tentativo di assicurarsi una protezione supplementare delle loro terre. Tuttavia, secondo lo storico Stjepan Antoljak, tale notizia non prova che i Cometopuli vantassero un riconoscimento internazionale già consolidato. I quattro fratelli sopraccitati governarono insieme attraverso una tetrarchia. Resta ignoto come essa esattamente funzionasse e si può solo presumere che, in un momento iniziale, il potere maggiore fosse riconosciuto in capo al primogenito Davide. Malgrado non si conosce alcuna fonte primaria che supporti queste ricostruzioni, gli studiosi hanno tentato di circoscrivere le rispettive aree di influenza dei quattro fratelli come segue. Davide esercitava la sua autorità sulle regioni meridionali e si preoccupava della difesa di una delle zone di confine più pericolose, la valle del fiume Vardar. Al contempo, da lì rappresentava una minaccia per la città di Tessalonica e la Tessaglia e i suoi possedimenti principali erano da Edessa (in bulgaro Voden?) e Almopia (Mŭglen). A nord-est vi era Mosè, che da Strumica (nell'odierna Macedonia) e dai dintorni poteva contare su una serie di avamposti per attaccare la Tracia occidentale bizantina e a Serres. Aronne si trovava invece a nord, a Sredets, e controllava la Macedonia nord-orientale; da lì i suoi obiettivi principali erano la fertile pianura settentrionale della Tracia e Filippopoli, possedute dai romei. A Samuele venne infine assegnata la Bulgaria nord-occidentale, sopra Serets e a ovest del fiume Iskăr, nella piana del Danubio, e il suo centro principale era la fortezza di Vidin. Da quella località egli sperava di impossessarsi di quanto l'impero bulgaro aveva perduto in precedenza a est e a nord-est. Alcuni documenti indicano che Davide giocò un ruolo importante in questo tumultuoso periodo della storia bulgara.

### Guerra con Bisanzio e morte

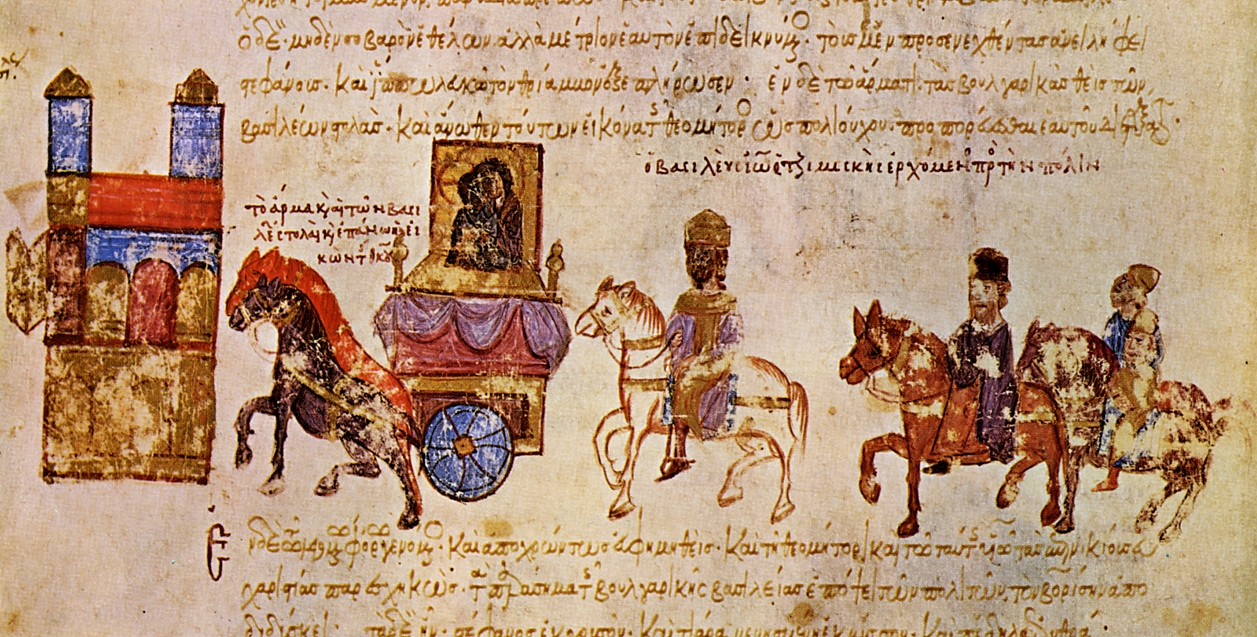
L'imperatore bizantino Giovanni I Zimisce torna in trionfo a Costantinopoli con Boris II di Bulgaria come suo prigioniero e le icone di Preslav

Gli storici John Fine e Georgij Ostrogorskij hanno sostenuto che la grande ribellione dei Cometopuli non esplose nel 970 ma nel 976, in quanto l'11 gennaio di quell'anno morì Giovanni Zimisce e si cercò di sfruttare la situazione a proprio vantaggio. I Cometopuli lanciarono un'offensiva lungo tutto il confine, malgrado nel giro di poche settimane Davide fu ucciso da un gruppo di valacchi e Mosè fu ferito a morte da una grossa pietra scagliata dalle mura durante l'assedio di Serres. Se non altro, le azioni dei fratelli nel sud fermarono l'avanzata di numerose truppe bizantine e facilitarono la liberazione della Bulgaria nord-orientale da parte di Samuele. Non riuscendo a prevalere sui campi di battaglia, il comandante bizantino decise di ritirarsi in Crimea.
A seguito dell'uccisione dell'altro fratello superstite, Aronne, fu Samuele a rimanere l'unico sopravvissuto. Egli divenne zar della Bulgaria dal 996 e fino alla sua morte, avvenuta nel 1014.

## Discendenza
|                |                |                |                |                |                |  |  |       |       |       |       |       |       | komes Nicola | komes Nicola | komes Nicola | komes Nicola | komes Nicola | komes Nicola |        |        |        |        |                     |                     | Ripsimia d'Armenia  | Ripsimia d'Armenia  | Ripsimia d'Armenia  | Ripsimia d'Armenia  | Ripsimia d'Armenia | Ripsimia d'Armenia |           |           |  |  |       |       |                |                |                |                |                |                |
|                |                |                |                |                |                |  |  |       |       |       |       |       |       | komes Nicola | komes Nicola | komes Nicola | komes Nicola | komes Nicola | komes Nicola |        |        |        |        |                     |                     | Ripsimia d'Armenia  | Ripsimia d'Armenia  | Ripsimia d'Armenia  | Ripsimia d'Armenia  | Ripsimia d'Armenia | Ripsimia d'Armenia |           |           |  |  |       |       |                |                |                |                |                |                |
|                |                |                |                |                |                |  |  |       |       |       |       |       |       |              |              |              |              |              |              |        |        |        |        |                     |                     |                     |                     |                     |                     |                    |                    |           |           |  |  |       |       |                |                |                |                |                |                |
|                |                |                |                |                |                |  |  |       |       |       |       |       |       |              |              |              |              |              |              |        |        |        |        |                     |                     |                     |                     |                     |                     |                    |                    |           |           |  |  |       |       |                |                |                |                |                |                |
| Aronne         | Aronne         | Aronne         | Aronne         | Aronne         | Aronne         |  |  | Mosè  | Mosè  | Mosè  | Mosè  | Mosè  | Mosè  |              |              | Davide       | Davide       | Davide       | Davide       | Davide | Davide |        |        | Samuele di Bulgaria | Samuele di Bulgaria | Samuele di Bulgaria | Samuele di Bulgaria | Samuele di Bulgaria | Samuele di Bulgaria |                    |                    |           |           |  |  | Agata | Agata | Agata          | Agata          | Agata          | Agata          |                |                |
| Aronne         | Aronne         | Aronne         | Aronne         | Aronne         | Aronne         |  |  | Mosè  | Mosè  | Mosè  | Mosè  | Mosè  | Mosè  |              |              | Davide       | Davide       | Davide       | Davide       | Davide | Davide |        |        | Samuele di Bulgaria | Samuele di Bulgaria | Samuele di Bulgaria | Samuele di Bulgaria | Samuele di Bulgaria | Samuele di Bulgaria |                    |                    |           |           |  |  | Agata | Agata | Agata          | Agata          | Agata          | Agata          |                |                |
|                |                |                |                |                |                |  |  |       |       |       |       |       |       |              |              |              |              |              |              |        |        |        |        |                     |                     |                     |                     |                     |                     |                    |                    |           |           |  |  |       |       |                |                |                |                |                |                |
|                |                |                |                |                |                |  |  |       |       |       |       |       |       |              |              |              |              |              |              |        |        |        |        |                     |                     |                     |                     |                     |                     |                    |                    |           |           |  |  |       |       |                |                |                |                |                |                |
| Ivan Vladislav | Ivan Vladislav | Ivan Vladislav | Ivan Vladislav | Ivan Vladislav | Ivan Vladislav |  |  | Maria | Maria | Maria | Maria | Maria | Maria |              |              |              |              | Kosara       | Kosara       | Kosara | Kosara | Kosara | Kosara |                     |                     |                     |                     | Miroslava           | Miroslava           | Miroslava          | Miroslava          | Miroslava | Miroslava |  |  |       |       | Gavril Radomir | Gavril Radomir | Gavril Radomir | Gavril Radomir | Gavril Radomir | Gavril Radomir |
| Ivan Vladislav | Ivan Vladislav | Ivan Vladislav | Ivan Vladislav | Ivan Vladislav | Ivan Vladislav |  |  | Maria | Maria | Maria | Maria | Maria | Maria |              |              |              |              | Kosara       | Kosara       | Kosara | Kosara | Kosara | Kosara |                     |                     |                     |                     | Miroslava           | Miroslava           | Miroslava          | Miroslava          | Miroslava | Miroslava |  |  |       |       | Gavril Radomir | Gavril Radomir | Gavril Radomir | Gavril Radomir | Gavril Radomir | Gavril Radomir |

### Esplicative
1. ↑  Secondo Zlatarski (Zlatarski (1971), pp. 544, 562), i figli di Pietro I furono inviati a Costantinopoli nel 963 come parte degli accordi finalizzati a prolungare la validità dei trattati di pace del 927. Secondo altri storici, tra cui Andreev (Andreev, Lazarov e Pavlov (2012), p. 41), gli eredi al trono bulgaro furono resi ostaggi da un accordo bulgaro-bizantino contro la Rus' di Kiev nel 968.
2. ↑  Giovanni Scilitze riferisce: «Egli [Pietro] morì poco dopo, dopodiché i suoi figli furono rispediti in Bulgaria per assicurare il trono ancestrale e fermare i "figli del conte" Davide, Mosè, Aronne e Samuele, figli di un potente conte in Bulgaria, poiché essi stavano incitando i bulgari alla rivolta» (Wortley (2010), p. 246). Il dibattito ha assunto una grande rilevanza a livello storiografico. Come ha sottolineato Panov (2019), p. 96, nota 17:

«Sebbene la maggior parte degli studiosi balcanici sia d'accordo sul fatto che la ribellione dei Cometopuli sia avvenuta nel 969, essi sono concettualmente divisi sul fatto che essa abbia portato alla costituzione di uno "Stato bulgaro occidentale" indipendente o di uno "Stato macedone". Srdan Pirivatrié, ritenendo verosimile lo scoppio della ribellione nel 969, sostiene che non esistono fonti utili a ricostruirne l'esito finale. Georgij Ostrogorskij è convinto che non si possa parlare di una rivolta dei Cometopuli prima del 976. L'opinione sostenuta da Werner Seibt e Jadran Ferluga è che sembra "probabile, ma difficile da provare, che i Cometopuli siano riusciti a consolidare la propria autorità nella Macedonia occidentale" prima del 976. Paul Stephenson ammette la possibilità che i Cometopuli abbiano agito in modo indipendente dopo il 969, ma non abbiano cercato di estendere la loro autorità fino alla morte di Giovanni Zimisce nel 976. Jonathan Shepard non esclude la possibilità che i Cometopuli abbiano disertato dal servire Bisanzio, fomentando una ribellione subito dopo la morte di Zimisce, "se non addirittura prima". Vasil Gjuzelev ha considerato il periodo 971-976 alla stregua di un "interregno" in Bulgaria, che fu accompagnato dalle azioni dei Cometopuli.»
3. ↑  Adontz (1965), p. 358.
«Essi [i Cometopuli] fanno la loro prima apparizione durante il regno di Cecaumeno, lo stratega di Larissa [...] (980-983)».

### Bibliografiche
1. ↑  Fine (1991), p. 161.
2. ↑  Panov (2019), p. 454.
3. 1 2  Fine (1991), p. 182.
4. ↑  Ostrogorskij (1968), pp. 255-256.
5. 1 2 3  Fine (1991), p. 185.
6. 1 2 3  Ostrogorskij (1968), p. 258.
7. ↑  Fine (1991), p. 186.
8. 1 2  Fine (1991), p. 187.
9. ↑  Ostrogorskij (1968), pp. 258-259.
10. ↑  (EN) David Marshall, The Bulgarians: From Pagan Times to the Ottoman Conquest, Westview Press, 1976,  p. 76, ISBN 978-08-91-58530-5.
11. 1 2  Fine (1991), p. 189.
12. ↑  Sullivan (1987), pp. 140-142.
13. 1 2 3 4  Tăpkova-Zaimova (2018), p. 74.
14. ↑  Tăpkova-Zaimova (2018), p. 17.
«L'iscrizione recita testualmente: "Nel nome del Padre, del Figlio e dello Spirito Santo. Io, Samuele, servo di Dio, ho scritto su questa croce in memoria di /mio/ padre e /mia/ madre e /mio fratello. Questi sono i nomi dei defunti: Nicola, servo di Dio, /Ripsima e/ Davide. Scritta nell'anno della Creazione 6501 (993 d.C.), sesta indizione".»
15. 1 2  Adontz (1965), pp. 387-390.
16. 1 2 3 4  Fine (1991), p. 188.
17. 1 2  Blagoeva (1966), pp. 91-94.
18. ↑  Panov (2019), p. 96.
19. ↑  Wortley (2010), pp. 346-347.
20. ↑  Hupchick (2017), p. 250.
21. ↑  Delev (2006), p. 12.
22. ↑  Antoljak (1985), p. 25.
23. 1 2 3  Božilov e Gjuzelev (1999), pp. 314-315.
24. 1 2 3 4 5 6 7  Hupchick (2017), p. 252.
25. ↑  Zlatarski (1971), p. 615.
26. ↑  Ostrogorskij (1968), p. 262.
27. ↑  Nikolov (2005), p. 195.

### Fonti primarie
- Giovanni Scilitze, John Skylitzes: A Synopsis of Byzantine History, 811–1057, a cura di John Wortley, Cambridge, Cambridge University Press, 2010, ISBN 978-0-521-76705-7.

### Fonti secondarie
- (FR) Nikolaj Adontz, Samuel l'Armenien, Roi des Bulgares, collana Études Arméno-Byzantines, Lisbona, Livraria Bertrand, 1965.
- (BG) Ĭordan Andreev, Ivan Lazarov e Plamen Pavlov, Кой кой е в средновековна България [Chi è Chi nella Bulgaria Medievale], Iztok Zapad, 2012, ISBN 978-619-152-012-1.
- (EN) Stjepan Antoljak, Samuel and His State, traduzione di Eran Frankel, Zoran Anchevski, Macedonian Review Editions, 1985.
- (BG) B. Blagoeva, Исторически преглед [Rassegna storica], collana За произхода на цар Самуил [Circa l'origine del re Samuele], 2ª ed., 1966.
- (BG) B. Blagoeva, Исторически преглед [Rassegna storica], collana За произхода на цар Самуил [Circa l'origine del re Samuele], 2ª ed., 1966.
- (BG) Ivan Božilov, Vasil Gjuzelev, История на средновековна България VII–XIV век [Storia della Bulgaria Medievale (secoli VII-XIV)], Sofia, Anubis, 1999, ISBN 954-426-204-0.
- (EN) Florin Curta, Southeastern Europe in the Middle Ages, 500-1250, Cambridge, Cambridge University Press, 2006, ISBN 978-0-511-81563-8.
- (BG) P. Delev, 10. Златният век на българската култура [10. L'età dell'oro della cultura bulgara], collana Istoria i tsivilizatsia za 11. klas, Sofia, Trud, 2006, ISBN 954-9926-72-9.
- (EN) John Van Antwerp Jr. Fine, The Early Medieval Balkans: A Critical Survey from the Sixth to the Late Twelfth Century, Ann Arbor, University of Michigan Press, 1991, ISBN 0-472-08149-7.
- (EN) Dennis P. Hupchick, The Bulgarian-Byzantine Wars for Early Medieval Balkan Hegemony, Springer, 2017, ISBN 978-3-319-56206-3.
- (DE) Ralph-Johannes Lilie, Claudia Ludwig, Beate Zielke e Thomas Pratsch, Prosopographie der mittelbyzantinischen Zeit Online. Berlin-Brandenburgische Akademie der Wissenschaften. Nach Vorarbeiten F. Winkelmanns erstellt, Berlino e Boston, Walter de Gruyter, 2013, DOI:10.1515/pmbz.
- (BG) Georgij Nikolov, Централизъм и регионализъм в ранносредновековна България (края на VII — началото на ХІ в.) [Centralismo e regionalismo nella Bulgaria altomedievale (fine VII - inizio XI secolo)], Sofia, 2005, ISBN 954-430-787-7.
- Georgij Ostrogorskij, Storia dell'Impero bizantino, Torino, Einaudi, 1968.
- (EN) Mitko B. Panov, The Blinded State: Historiographic Debates about Samuel Cometopoulos and His State (10th-11th Century), BRILL, 2019, ISBN 978-90-04-39429-2.
- (EN) Denis F. Sullivan, The life of St Nikon, Hellenic College Press, 1987, ISBN 0917653297.
- (EN) Vasilka Tăpkova-Zaimova, Bulgarians by Birth: The Comitopuls, Emperor Samuel and their Successors, BRILL, 2018, ISBN 978-90-04-35299-5.
- (BG) Vasil Zlatarski, История на българската държава през Средните векове [Storia dello stato bulgaro nel Medioevo], II, Sofia, Nauka i izkustvo, 1971  [1927].